# Vioara roșie
Vioara roșie (în franceză Le violon rouge) este un film canadian realizat în 1998, în regia lui François Girard, un regizor mai puțin cunoscut cu doar 4 filme la activ. Filmul a câștigat 8 premii genie, 9 premii Jutra pentru sunet și editare (Gaëtan Huot) și un premiu Oscar pentru muzică originală de film (John Corigliano).

## Prezentare
Filmul este inspirat din povestea viorii Red Mendelssohn, una din viorile lui Stradivari, care este în prezent utilizată de violonista Elizabeth Pitcairn, care interpretează și cântecul Red Violin Chaconne, scris de John Corigliano pentru acest film.

## Acțiunea filmului

### Cremona, 1681

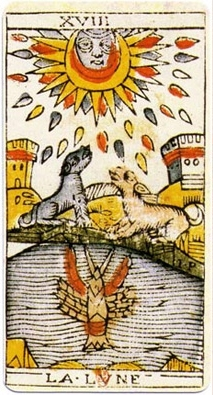
Carte de tarot - Luna

Acțiunea începe în anul 1681, când vioara a fost creată de Nicolo Bussotti (Carlo Cecchi) la Cremona, continuă apoi la Viena, Oxford (Marea Britanie), Shanghai (China) și se încheie în prezentul filmului (1997) la Montreal (Canada), unde Charles Morritz (jucat de Samuel L. Jackson) descoperă că vioara este, de fapt, vestita „vioară roșie” făcută de Bussoti și nu una din creațiile lui Stradivarius, așa cum credeau restul examinatorilor. Povestea nu se desfășoară cronologic în totalitate, secvențele din Montreal împletindu-se cu restul secvențelor. O secvență care nu se încadrează în cronologia normală este cea în care ghicitoarea din Cremona îi spune stăpânei casei viitorul pe care îl vede pentru copilul acesteia, deși prezicerile ei se potrivesc mai bine destinului viorii decât celui al copilului, care de altfel a murit la naștere.
Coloana sonoră deosebită a acestui film, câștigătoare a numeroase premii, este în mare parte alcătuită din solo-uri de vioară, instrumentul fiind „personajul principal” al cărui nume îl poartă filmul. Încadratura și unghiulația ne oferă o perspectivă obiectivă asupra acțiunii, chiar dacă acesta nu este cronologică.